# 貝斯雅科夫猶太會堂 (馬德里)

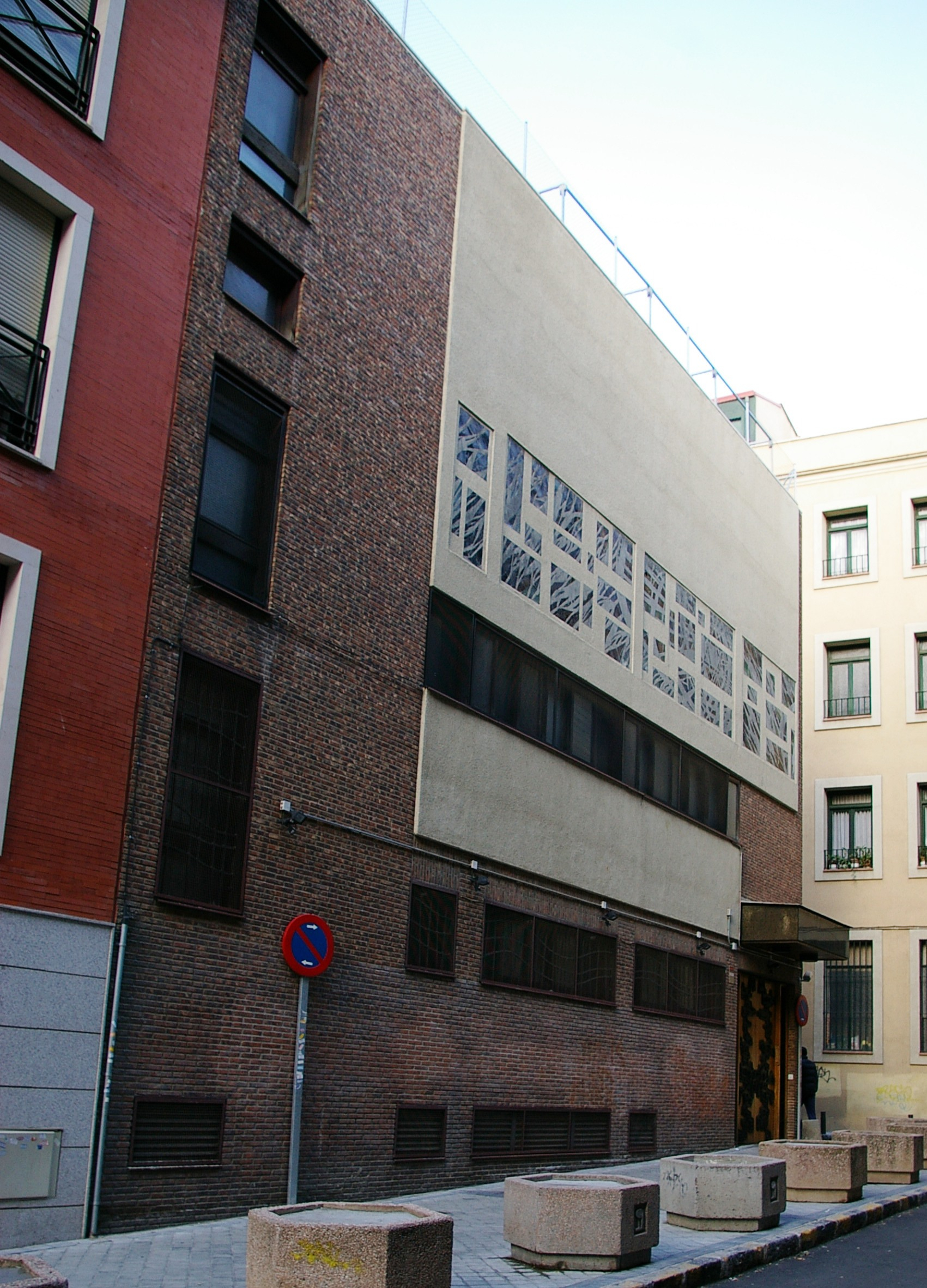

貝斯雅科夫猶太會堂（Beth Yaakov Synagogue）是西班牙首都馬德里的一座猶太會堂。19世紀後，猶太人開始回到西班牙。現在的猶太會堂建築修建於1968年。